# Requiem for a Dream
|  | Se også Requiem |
Requiem for a Dream er en amerikansk film fra 2000. Den er baseret på en bog af Hubert Selby, Jr. og er instrueret af Darren Aronofsky. Filmen har Ellen Burstyn, Jennifer Connelly, Marlon Wayans og Jared Leto i hovedrollerne.

## Medvirkende
- Ellen Burstyn som Sara Goldfarb
- Jared Leto som Harry Goldfarb
- Jennifer Connelly som Marion Silver
- Marlon Wayans som Tyrone C. Love
- Christopher McDonald som Tappy Tibbons
- Mark Margolis som Mr. Rabinowitz
- Louise Lasser som Ada
- Marcia Jean Kurtz som Rae
- Sean Gullette som Arnold the shrink
- Keith David som Big Tim, Marion's pimp
- Dylan Baker som Southern Doctor
- Ajay Naidu som Mailman
- Ben Shenkman som Dr. Spencer
- Hubert Selby, Jr. som Laughing guard
- Darren Aronofsky (ukreditret) som Visitor

## Eksterne Henvisninger
- Requiem for a Dream på Internet Movie Database (engelsk)
- Requiem for a Dream på Filmdatabasen
- Requiem for a Dream på Scope
- Requiem for a Dream i Svensk Filmdatabas (svensk)
- Requiem for a Dream på AlloCiné (fransk)
- Requiem for a Dream på MovieMeter (nederlandsk)
- Requiem for a Dream på AllMovie (engelsk)
- Requiem for a Dream hos American Film Institute (engelsk)
- Requiem for a Dream på Turner Classic Movies (engelsk)
- Requiem for a Dream på The Movie Database (engelsk)